# Субботин, Олег Геннадьевич
 Олег Геннадьевич Субботин  (6 июля 1972, г. Южно-Сахалинск, РСФСР, СССР) — белорусский историк. Доктор исторических наук (2016).

## Биография
Родился 6 июля 1972 г. в городе Южно-Сахалинске (РСФСР). В 1994 г. окончил исторический факультет БГПУ им. М.Танка по специальности «История и иностранный (немецкий) язык», где преподает с 1999 г. В 2000 г. защитил кандидатскую диссертацию в Институте всеобщей истории РАН. С 2004 г. – доцент кафедры новой и новейшей истории БГПУ. В 2016 г. защитил докторскую диссертацию, в 2022 г. присвоено ученое звание профессора. В настоящее время работает в должности профессора кафедры всеобщей истории и методики преподавания истории БГПУ.

## Научная деятельность
Основные направления исследования – история Германии, история международных отношений, актуальные вопросы Новейшей истории стран Запада. Автор более 100 единолично изданных научных публикаций.

## Педагогическая деятельность
Читает курсы лекций по дисциплинам «Новейшая история стран Европы и Америки», «Новая и Новейшая история стран Азии и Африки», «Основы геополитики», «Модернизационные процессы в странах Запада и Востока» и др. Осуществляет деятельность по подготовке научных кадров высшей квалификации. Подготовил 1 кандидата наук.

## Семья
Женат, имеет дочь.

## Основные публикации
1. Субботин, О.Г. Веймарский федерализм: Монография / О.Г. Субботин. – Минск : БГПУ, 2010. –272 с.
2. Штолляйс, М. История публичного права в Германии: Веймарская республика и национал-социализм / М. Штолляйс; пер. с нем. О. Г. Субботина. – М.: Политическая энциклопедия, 2017.  – 663 с.
3. Субботин, О. Г. Рейнский сепаратизм в Германии (1918–1933 гг.): Пособие / О. Г. Субботин // Минск : БГПУ, 2007. – 137 с.
4. Constitutional Projects of Russia: 1799–1825 [Конституционные проекты России 1799–1825] Монография / Ed. by Oleg Subbotin // Constitutions of the World from the late 18th Century to the Middle of the 19th Century: Sources on the Rise of Modern Constitutionalism; H. Dippel (Editor-in-Chief). – München: K. G. Saur, 2007. – 278 p.
5. Субботин, О. Г. Проекты «имперской реформы» в годы Веймарской республики / О. Г. Субботин // Весці БДПУ. Серыя 2. – 2014. – №4. – С. 58–62.
6. Субоцін, А. Г. Пруска-германскі дуалізм у 1920-я гг. / А. Г. Субоцін // Весці БДПУ. Серыя 2. – 2012. – № 4. – С. 54–58.
7. Субботин, О. Г. Концепутальные основы внешней политики Германской империи (1871–1918 гг.) / О. Г. Субботин // Весці БДПУ, Серыя 2. – 2018. – № 4. – С. 6–12.
8. Субботин, О. Г. Веймарская республика: в поисках внешнеполитической идентичности / О. Г. Субботин // Весці БДПУ, Серыя 2. – 2021. – № 2. – С. 6–14.
9. Субботин, О. Г. Немецкие земли в условиях режима внепарламентских чрезвычайных постановлений (1930–1932 гг.)	/ О. Г. Субботин // Научные труды Респ. ин-та высшей школы : сб. науч. статей: в 3 ч.– 2021. – Ч. 3.  – С. 3–11.
10. Субботин, О. Г. Государство и конституция в теории интеграции Рудольфа Сменда / О. Г. Субботин // Весці БДПУ. Серыя 2. – 2021. – № 4. – С. 5–13.
11. Субоцін, А. Г. Брэксіт: ілюзія выпадковасці / А. Г. Субоцін // Беларускі гістарычны часопіс. – 2022. – № 4.  – С. 34–43.
12. Субботин, О. Г.  От ревизии к экспансии: Германия на пути ко Второй мировой войне / О. Г. Субботин  // Беларускі гістарычны часопіс. – 2022. – №9. – С. 3–18.
13. Субботин, О. Г. Социальная история в ФРГ: становление, развитие и «кризис» научной дисциплины (1950–1990-е гг.) / О. Г. Субботин // Беларускі гістарычны часопіс. – 2023. – №9. – С. 39–49.
14. Субботин, О. Г. Евроскептицизм в программах политических партий Германии / О. Г. Субботин // Весці БДПУ. – 2024. – №2. – С. 21–30.